# 贅沢な骨
『贅沢な骨』（ぜいたくなほね）は、2001年製作の日本映画。行定勲監督作品。

## 概要
麻生久美子、つぐみ、永瀬正敏が演じる3人をメインキャストとして、心に傷を持つ女性2人の同性愛的な関係と1人の男性のかかわりを描く。
本作中に登場する架空のバンド「ハンプバックス」の曲「トーチソング」のヴォーカルは新谷（しんたに）役の永瀬正敏によるもので、作詞のクレジットも役名の「アキヲ」である。

## ストーリー
ホテトル嬢のミヤコは客におごってもらった鰻の骨が喉に刺さって取れないと言い、同居人のサキコは鰻の骨が刺さったのなら贅沢な悩みかもしれないと笑う。2人の生活はミヤコが養っている。仕事を探そうかというサキコの申し出を、ミヤコは自分は不感症だから売春の仕事は平気だと言ってはねのける。
ミヤコは新谷と名乗る客の男と出会い、彼とのセックスで初めてオーガズムを体験する。以後、ミヤコは新谷と個人的に会うようになり、サキコにも紹介する。
ある日、サキコは突発的にマンションの屋上から飛び降りて脚を骨折し入院する。ミヤコは喉の違和感がいつまでも消えず、咳が止まらなくなるが、診察を受けても喉に異常は無かった。サキコが退院する頃、ミヤコは新谷を部屋に連れ込んでいて、3人で暮らすようになる。
ミヤコは新谷に、サキコを自分と同じように抱いて欲しいと頼む。新谷はギターでハンプバックスの曲「トーチソング」を弾くサキコと語らい、家族と不仲であるという彼女の身の上を聞く。花火の帰りにサキコは3匹の金魚を買い、台所のミキサーを金魚鉢がわりに飼い始める。2人の距離が縮まる中で、ミヤコは彼らの会話を邪魔したり、新谷との情事をサキコに見せつけようとする。ミヤコが仕事のふりをして出ていった間に、サキコは父や継母に自分は「汚れている」と言われたことを話す。新谷は「君は汚れてなんかいない」といい、サキコは彼に抱かれる。
ミヤコは、新谷にサキコを抱くように言ったのは自分だと告白する。自分に抱かれても「汚れている」という意識を捨てられないサキコを、新谷は嘆く。サキコは実家の前に来て、継母から父が渡せずにいたという人形を手渡される。昔サキコが欲しがっていたものだった。
ミヤコはサキコを好きだと言い、自分でサキコに新谷を差し向けておきながら嫉妬に苦しんでいたことを告白し、二人は抱き合う。ミヤコは新谷に詫び、新谷はミヤコたち2人の間に自分は入り込めなかったと述懐し、部屋を後にした。
2人で旅行を計画し始めたある日、ミヤコはサキコに感謝を伝える電話をしたあと、客とホテルの部屋に入る。その頃、新谷は雑踏でミヤコの声を聞くが、振り返っても彼女の姿は無かった。その後、ミヤコの体は棺の中に横たえられていた。サキコは一人で火葬される彼女を見送り、その喉仏の骨を拾う彼女のモノローグで映画は幕を閉じる。

## キャスト
- ミヤコ - 麻生久美子
- サキコ - つぐみ
- 新谷アキヲ - 永瀬正敏
- 素子 - 渡辺真起子：サキコの継母
- 医師 - 光石研：ミヤコを診察する医師
- 眼鏡の客 - 田中哲司：ミヤコの客
- 花火のカップル - 津田寛治、小林美貴
- 危険な情事番頭 - 森下能幸：ミヤコが働くホテトルの番頭
- 踊る少女 - 高木まり子：バレエを踊る少女
- 看護婦 - 山本麻里
- クラブの女 - 川村カオリ：ミヤコを誘惑するレズビアン
- クラブのDJ - 朝本浩文

## スタッフ
- 監督：行定勲
- 脚本・プロデューサー：行定勲、益子昌一
- 撮影：福本淳
- 美術：佐々木尚
- 音楽：朝本浩文、MOKU
- 音楽プロデューサー：北原京子、荘司亮子
- 主題歌：ザ・ハンプバックス「Torch Song」
- 録音：伊藤裕規
- 音響効果：柴崎憲治、北田雅也
- スチル：北島元朗、永瀬正敏
- 照明：市川徳充
- 編集：今井剛
- 制作担当：大日方教史
- 助監督：片岡英子
- スクリプター：工藤みずほ
- スタイリスト：米村弘光
- ヘアメイク：勇見勝彦
- タイトル：マリンポスト
- 現像：ソニーPCL
- スタジオ：日活撮影所
- 企画協力：ブレス、ホリ・エージェンシー、ロケットパンチ
- 協力：鈍牛倶楽部、スタッフ・ライン、イイジマルーム、DEAD GIRLS、ザズウ、プロダクション パオ、シーアンドティー
- 特別協力:ケイエスエス
- 製作：mouchette